# Forino
Forino é uma comuna italiana da região da Campania, província de Avellino, com cerca de 5.087 habitantes. Estende-se por uma área de 20,49 km², tendo uma densidade populacional de 254 hab/km². Faz fronteira com Bracigliano (SA), Contrada, Monteforte Irpino, Montoro Inferiore, Moschiano, Quindici.

## Demografia
| Variação demográfica do município entre 1861 e 2011                               |
|                                                                                   |
| Fonte: Istituto Nazionale di Statistica (ISTAT) - Elaboração gráfica da Wikipedia |